# Rhamdia quelen
Rhamdia quelen är en fiskart som först beskrevs av Jean René Constant Quoy och Joseph Paul Gaimard 1824.  Rhamdia quelen ingår i släktet Rhamdia och familjen Heptapteridae. Inga underarter finns listade i Catalogue of Life.